# Jamil Almansur Haddad

Jamil Almansur Haddad (São Paulo, em 13 de outubro de 1914 — São Paulo, 4 de maio de 1988) foi um crítico, ensaísta, poeta, historiador, teatrólogo, antologista e tradutor brasileiro.
Poeta inserido na Geração de 45, foi colaborador em diversos jornais de São Paulo. 
Formou-se em Medicina em 1938 e chegou ao cargo de diretor do Departamento de Cultura da Associação Paulista de Medicina. Foi presidente da Casa Castro Alves. Foi casado com a também escritora Helena Silveira. 
Participou do I Congresso Brasileiro de Escritores, iniciado em 22 de janeiro de 1945, no Teatro Municipal de São Paulo.   O Congresso foi uma manifestação dos escritores brasileiros contra a falta de liberdade de expressão durante a ditadura de Getúlio Vargas e contribuiu para agravar a crise do Estado Novo.
Jamil Almansur Haddad foi presidente do Clube de Poesia de São Paulo. De origem libanesa, converteu-se ao Islamismo.
A cidade de São Paulo presta-o homenagem nominando a biblioteca de Guaianases como Biblioteca Pública Municipal Jamil Almansur Haddad.

## Obras
- Alkamar, a minha amante (Livraria Editora Record, 1935)
- Orações Negras (Livraria Editora Record, 1939)
- A lua do remorso (Livraria Martins Editora, 1951)
- Contos árabes
- Histórias galantes
- História poética do Brasil
- O que é islamismo? - Coleção Primeiros Passos
- Raízes de Castro Alves
- Romanceiro cubano (Brasiliense, 1959)
- Álvares de Azevedo, a Maçonaria e a Dança (Imprensa Oficial do Estado de São Paulo, 1960)
- As obras-primas da poesia religiosa brasileira (Livraria Martins Editora, 1954)
- Orações roxas, novas orações negras, orações vermelhas (Ed. Cultura, 1943)
- Romantismo brasileiro e as sociedades secretas do tempo (Monografia, Universidade de São Paulo, 1945)
- Revisão de Castro Alves (Edição Saraiva , 1953)
- Literatura e mistificação (Emp. Jornalística , 1967)

## Traduções
- As flores do mal, de Charles Baudelaire (Difel, 1958)
- Lírica, de Safo (Edições Cultura, 1942)
- Cântico dos cânticos (Saraiva, 1950)
- Rubaiyat, de Omar Khayyam (Civilização Brasileira, 1956)
- Cancioneiro, de Petrarca
- Decamerão, de Boccaccio
- Odes, de Anacreonte (José Olympio, 1952)
- Odes e Baladas, de Victor Hugo (Editora das Artes, 1960)
- A arte de amar, de Ovídio (Biblioteca, 1964)
- O Brasil literário, de Ferdinand Wolf (Cia Editora Nacional, 1955)
- Poesias escolhidas, de Giosue Carducci (Delta, 1962)

## Prêmios
- Orações Negras - prêmio de Poesia pela Academia Brasileira de Letras em 1937.
- Raízes de Castro Alves - premiado pela Comissão Julgadora de Ensaios “Adhemar de Barros”. São Paulo, 1950.